# Vivian Wing-Wah Yam
Vivian Wing-Wah Yam (任詠華, née le 10 février 1963) est une chimiste chinoise originaire de Hong Kong. En 2001, elle est la plus jeune membre à être élue à l'Académie chinoise des sciences, elle a été lauréate en 2011 du prix L'Oréal-Unesco pour les femmes et la science « pour son travail sur les matériaux émettant de la lumière et le développement de moyens novateurs de captage de l'énergie solaire ».

## Biographie
Yam est née à Hong Kong alors que la région était encore sous influence britannique. Son père était un ingénieur civil, mais Yam dit que ni lui ni sa mère ne l'ont orienté vers sa carrière. Son intérêt pour la chimie a été suscité par la vue de mercure et par l'influence d'une professeur de biologie au collège qui, enceinte, lui enseigna jusqu'à la dernière minute.
Yam a étudié dans un lycée anglican à Hong Kong. Elle a obtenu son baccalauréat universitaire en sciences
en chimie en 1985 et son doctorat en 1988  à l'université de Hong Kong sous la direction de Chi-Ming Che. Elle a épousé Patrick Shing-Tat qu'elle a rencontré dans le laboratoire de Che et ils ont effectué des travaux de recherche ensemble. En 1988, elle est devenue un membre junior du corps professoral du département des Sciences appliquées à l'université municipale de Hong Kong ; à l'époque, il n'y avait pas de moyens pour l'enseignement de la chimie. Elle a aidé à créer la première collection de livres de chimie à la bibliothèque. Elle a également commandé les premiers béchers et produits chimiques. Son travail l'a emmenée à Caltech à la fin des années 1980. Après un passage à l'université de Rochester en 1990, elle a fait des études à l'Imperial College de Londres en 1991 et y est restée jusqu'en 1992. Elle a travaillé avec le lauréat du prix Nobel Geoffrey Wilkinson. Ses recherches se sont orientées vers la chimie organométallique et elle a étudié la luminescence des complexes et les interactions métal–métal. Elle a travaillé avec du tétraéthylplomb qui à l'époque était un additif autorisé pour l'essence. Ce travail était à la frontière entre la chimie organique et inorganique.
Yam a travaillé en particulier avec l'osmium, le platine et le ruthénium. Elle a rejoint l'université de Hong Kong en 2001, où elle est professeure de chimie et d'énergie. En 2007, elle a reçu une bourse Fulbright.
Elle a été élue à l'Académie chinoise des sciences en 2001, devenant ainsi le plus jeune membre. Le précédent détenteur de ce record était Che, le mentor de Yam. Elle a été élue membre de l'Académie des sciences pour le monde en développement en 2006 et membre étranger de l'Académie nationale des sciences américaine en 2012.

## Recherches
Yam effectue des recherches sur les diodes électroluminescentes organiques qui sont plus brillantes et plus efficaces que les luminescentes précédentes ; sa chimie a permis le développement d'affichage beaucoup plus efficace pour les écrans de téléphones mobiles et les ordinateurs portables. Ces Oled peuvent être déposées sur du plastique transparent, du verre ou d'autres matériaux plus inhabituels pour créer également des phares de voiture plus efficaces et des télévisions à écran plat plus larges. Selon Yam, près d'un cinquième de l'énergie mondiale est utilisée pour créer de l'éclairage et la création d'un éclairage plus efficace va avoir un impact significatif sur la consommation d'énergie mondiale. Selon elle, la théorie quantique indique que nous pouvons développer les lampes à base de métal contenant des produits chimiques qui sont efficaces à 100 %.

## Distinctions et honneurs
- 2011: prix L'Oréal-Unesco pour les femmes et la science
- 2013: World Outstanding Chinese Award[4],[5]
- 2015: prix Ludwig Mond (en) de la Royal Society of Chemistry[6]